# Straszka północna
Straszka północna, straszka syberyjska (Sympecma paedisca) – gatunek owada z rzędu ważek należący do podrzędu ważek równoskrzydłych i rodziny pałątkowatych (Lestidae). Jedna z dwóch europejskich gatunków ważek zimujących (w stanie hibernacji) w stadium dorosłym (imago). Drugim jest straszka pospolita.
Wygląd
Straszki są małe i brązowe. Obie płcie są ubarwione podobnie. Rozpiętość skrzydeł to 44 mm, długość ciała 37 mm. Ubarwienie ochronne tej ważki przypomina kolor drewna – owad często przebywa wśród uschniętych roślin. Tułów i odwłok (od spodu) mają kolor beżowy, czasem różowy. Z wierzchu kolor zielony, z wiekiem ważki zmienia się na brązowy.
Występowanie
Występuje w Eurazji – od Europy Zachodniej po Japonię; większość jej zasięgu przypada na strefę klimatów umiarkowanych. Na terenie Polski jest częsta w północnej i wschodniej części, na pozostałym obszarze występuje rzadko lub wcale.
Ochrona
W Polsce gatunek ten objęty jest częściową ochroną gatunkową, a dawniej objęty był ochroną ścisłą.
Taksonomia
Spotykana w literaturze nazwa Agrion paedisca Eversmann, 1836 jest synonimem Lestes sponsa (pałątka pospolita), a nie Sympecma paedisca (nec Sympecma paedisca Brauer, 1877).